# Divisio orbis terrarum

La Divisio orbis terrarum est un texte géographique anonyme de langue latine datant sans doute du Ve siècle. Il énumère les régions du monde connu (à l'intérieur ou à l'extérieur des frontières de l'Empire romain) en précisant des mesures (dimensiones) en longueur et en largeur, exprimées en milles romains.
Le texte présente des ressemblances frappantes avec ce qu'on peut restituer de l'œuvre géographique d'Agrippa (Commentarii), notamment à travers les livres III à VI de l’Histoire naturelle de Pline l'Ancien. Comme chez Pline, la description part de l'ouest (Espagne), remonte vers le nord, continue vers l'Orient et revient vers l'Afrique.
La Divisio a été l'une des sources de Dicuil, géographe d'origine irlandaise de l'époque carolingienne, pour son De mensura orbis terrae.

## Éditions
La première édition a été donnée par E. Schweder, Beiträge zur Kritik der Chorographie des Augustus, t. I, Kiel, 1878, p. 3-16, à partir du manuscrit Vat. Pal. 1357 (manuscrit du XIIIe siècle).
Autres éditions :
- Alexander Riese (de), Geographici Latini minores, Heilbronn, 1878, p. 15-20 (en ligne).
- P. Schnabel, « Die Weltkarte des Agrippa als wissenschaftliches Mittelgleid zwischen Hipparch und Ptolemaeus », Philologus, 90, 1935, p. 405-440 (p. 432-440 pour la Divisio orbis terrarum).